# Gangarampur
Gangarampur è una suddivisione dell'India, classificata come municipality, di 53.548 abitanti, situata nel distretto del Dinajpur Meridionale, nello stato federato del Bengala Occidentale. In base al numero di abitanti la città rientra nella classe II (da 50.000 a 99.999 persone).

## Geografia fisica
La città è situata a 25° 23' 60 N e 88° 31' 0 E e ha un'altitudine di 24 m s.l.m..

## Società

### Evoluzione demografica
Al censimento del 2001 la popolazione di Gangarampur assommava a 53.548 persone, delle quali 27.789 maschi e 25.759 femmine. I bambini di età inferiore o uguale ai sei anni assommavano a 7.178, dei quali 3.668 maschi e 3.510 femmine. Infine, coloro che erano in grado di saper almeno leggere e scrivere erano 35.980, dei quali 20.334 maschi e 15.646 femmine.